# ترنر کانستراکشن
ترنر کانستراکشن (انگلیسی: Turner Construction) شرکت ساخت‌وساز آمریکایی است، که در زمینه ارائه خدمات مشاور مهندسی، خدمات لجستیک، مدیریت پروژه ساخت و معماری داخلی، ساخت املاک و مستغلات، زیرساخت‌های صنعتی و مراکز داده فعالیت می‌کند.
شرکت ترنر در سال ۱۹۰۲ توسط هنری شندلی ترنر در خیابان برادوی تأسیس شد. این شرکت امروزه دارای ۴۶ شعبه دفتر فنی در ایالات متحده، همچنین ۲۰ کشور جهان می‌باشد و به‌طور متوسط سالانه بیش از ۱٫۵۰۰ پروژه را اجرا و راه‌اندازی می‌نماید. دفتر مرکزی شرکت ترنر در شهر منهتن، نیویورک قرار دارد و زیرمجموعه‌ای از شرکت آلمانی هاچتیف بشمار می‌آید.